# Saligo Bay
Die Saligo Bay ist eine Bucht an der Westküste der schottischen Hebrideninsel Islay. Sie befindet sich nördlich der Halbinsel Rhinns of Islay etwa 1,5 km westlich von Loch Gorm, dem größten See Islays, etwa 13 km westlich von Bridgend und 15 km nördlich von Portnahaven. Die nächstgelegene Ortschaft ist die kleine Siedlung Ballinaby. An der Einfahrt ist die etwa 130 m tief ins Land schneidende Bucht 600 m breit. Im Süden wird die Bucht durch das Kap Coul Point begrenzt und von der Nachbarbucht Machir Bay abgegrenzt. Die Nord- und Südküsten der Saligo Bay sind in der Regel felsig, am Kopf läuft die Bucht jedoch in einem sandigen Strandbereich aus. Am Südende von Saligo Bay mündet ein kleiner Bach namens Saligo River ein, der aus Loch Gorm abfließt. Etwa zwei Kilometer nördlich ragt die markante Landspitze Rubha Lamanais aus der Landmasse der Insel hervor.

## Umgebung
In der Umgebung der Saligo Bay wurden mehrere Wikingergräber gefunden, was auf die Verwendung der Saligo Bay als Begräbnisstätte hindeuten könnte. Hierzu zählt eine 2,1 m × 50 cm messende steinerne Anlage, in der ein einzelner Körper bestattet worden war. Zu den Grabfunden zählen eine Eisenaxt, ein bronzener Schildbuckel und die Bruchstücke eines Eisenmessers. In einem weiteren Grab wurden 1877 die Überreste eines Mannes und einer Frau aus dem 10. Jahrhundert entdeckt. Als Grabbeigaben fanden sich Eisenwerkzeuge und -waffen, eine verzierte Spange sowie Bronze- und Silberschmuck. Die Funde befinden sich heute im National Museum of Scotland in Edinburgh. Grabungen an einem Sandhügel um das Jahr 1800 förderten zahlreiche Knochen, zwei Schwerter und einen Spieß zu Tage. Später wurde an dieser Stelle auch ein Schildbuckel gefunden. Zu den weiteren Funden bei Saligo Bay zählen zwei ovale Broschen und ein Schwert.